# Пальм'яно
Пальм'яно (італ. Palmiano) — муніципалітет в Італії, у регіоні Марке, провінція Асколі-Пічено.
Пальм'яно розташований на відстані близько 140 км на північний схід від Рима, 80 км на південь від Анкони, 11 км на північний захід від Асколі-Пічено.
Населення — 193 особи (2014).
Щорічний фестиваль відбувається 29 вересня. Покровитель — святий Архангел Михаїл.

## Демографія
Населення за роками:

Станом на 1 січня 2023 року в муніципалітеті офіційно проживало 7 іноземців з 4 країн, серед них 2 громадяни країн Євросоюзу.

## Сусідні муніципалітети
- Комунанца
- Форче
- Роккафлувьоне
- Венаротта